# Hans Ledermann
Hans Ledermann (Hombrechtikon, 28 de dezembro de 1957) é um ex-ciclista suíço. Competiu nos Jogos Olímpicos de Verão de 1984 em Los Angeles, onde foi membro da equipe suíça de ciclismo que terminou em sétimo lugar na perseguição por equipes de 4 km em pista. Também participou dos Jogos Olímpicos de Moscou 1980, terminando em oitavo na mesma prova.